# 1A busz (Bécs)
Az 1A (Linie 1A) jelzésű autóbusz Schottentor U és Stephansplatz U között közlekedik. A vonalon általában alacsonypadlós Mercedes Citaro buszok szoktak közlekedni.

## Útvonala
| Schottentor felé | Stephansplatz felé |
| --- | --- |
| Stephansplatz U vá. – Brandstätte – Rotenturmstraße – Lichtensteg – Hoher Markt – Wipplingerstraße – Börseplatz – Helferstorferstraße – Schottengasse – Schottentor U vá. | Schottentor U vá. – Schottengasse – Freyung – Strauchgasse – Herrengasse – Michaelerplatz – Reitchulgasse – Habsburgergasse – Jungfergasse – Petersplatz – Milchgasse – Tuchlauben – Brandstätte |

## Megállóhelyei
| 1A (Schottentor U- Stephansplatz U) |                     |          |                                                                        |
| perc (↓)                            | megállóhelyek       | perc (↑) | átszállási kapcsolatok                                                 |
| 0                                   | Schottentor         | 6        | U2 40A, N25, N38, N41, N43, N60, N66 1, 37, 38, 40, 41, 42, 71, D, U2Z |
| 1                                   | Teinfaltstraße      | ∫        |                                                                        |
| ∫                                   | Helferstorferstraße | 4        |                                                                        |
| 2                                   | Herrengasse         | ∫        | U3 2A                                                                  |
| ∫                                   | Renngasse           | 3        |                                                                        |
| 3                                   | Michaelerplatz      | ∫        | 2A                                                                     |
| ∫                                   | Schwertgasse        | 2        |                                                                        |
| 4                                   | Habsburgergasse     | ∫        | 2A                                                                     |
| ∫                                   | Hoher Markt         | 1        |                                                                        |
| 5                                   | Graber, Petersplatz | ∫        |                                                                        |
| 7                                   | Brandstätte         | ∫        |                                                                        |
| 8                                   | Stephansplatz       | 0        | U1 , U3 2A, 3A                                                         |